# Погосян, Асмик Степановна
Асми́к Степа́новна Погося́н (арм. Հասմիկ Ստեփանի Պողոսյան, 22 мая 1960, Ереван, Армянская ССР) — армянский государственный и политический деятель.

## Биография
- 1977—1982 — Факультет биологии Ереванского государственного университета.
- 1982—1985 — аспирант Ереванского государственного университета.
- 1985—1993 — преподаватель Ереванской средней школы N 182.
- 1986—2006 — референт Армянского общества культурных связей и сотрудничества с зарубежными странами, старший референт, заведующая отделом, ответственный секретарь, первый вице-председатель, председатель Совета.
- Май 2006 — назначена на пост министра культуры и по делам молодёжи Армении.
- 8 июня 2007, 21 апреля 2008, 19 июня 2012, 25 апреля 2013 и 22 апреля 2014 — переназначена на пост министра культуры Армении, занимала этот пост до 27 сентября 2016 г.

## Награды
- Медаль «За заслуги перед Отечеством» II степени (28 декабря 2015 года) — за значительный вклад в организацию и проведение культурных мероприятий, посвящённых 100-летию Геноцида армян[1]
- Медаль Мовсеса Хоренаци (29 декабря 2011 года) — за многолетнюю и эффективную работу в системе государственного управления Республики Армения[2][3]
- Офицер Ордена «За заслуги» (Франция, 2011)[3][4].
- Офицер Ордена Искусств и литературы (Франция, 2009)[3].
- Медаль Пушкина (26 октября 2016 года, Россия) — за значительный вклад в укрепление дружбы и сотрудничества между народами, сохранение и популяризацию русского языка и культуры за рубежом[5]
- Грамота Содружества Независимых Государств (5 декабря 2012 года, Совет глав государств СНГ) — за активную работу по укреплению и развитию Содружества Независимых Государств[6][7]